# Cyclommatus finschi
Cyclommatus finschi is een keversoort uit de familie vliegende herten (Lucanidae). De wetenschappelijke naam van de soort is voor het eerst geldig gepubliceerd in 1932 door Nagel.